# Yamaha RX-11

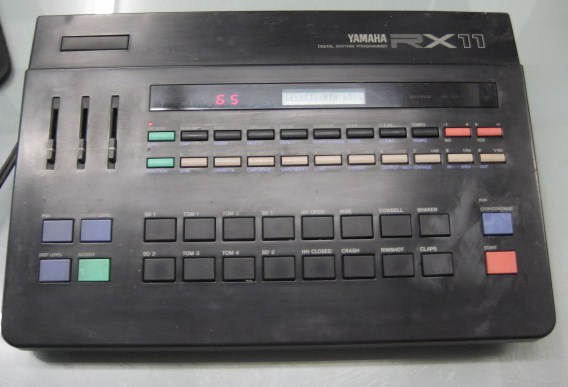
La batería electrónica Yamaha RX-11 (digital rhythm programmer: ‘programador digital de ritmos’).

La Yamaha RX-11 es una caja de ritmos programable digital, la primera  fabricada por la empresa japonesa Yamaha. Fue lanzada al mercado en 1984.
La RX-11 tenía 8 bits y contaba con interfaz midi (‘interfaz digital para instrumentos musicales’), 100 patrones de memoria, 39 voces y salida hacia cinta y casete.
Junto con la RX-11, Yamaha lanzó también el modelo RX‑15, similar pero con algunas funciones menos.
Un año más tarde (1985), Yamaha lanzó un modelo mejorado, identificado como RX‑5.
La Yamaha RX-11 competía con productos similares, principalmente la Linn LM‑1 Drum Computer y la Oberheim DMX, lanzadas en 1980 y 1981 respectivamente.
La popularidad del instrumento entre los músicos de la década de 1980 influyó mucho en los géneros de esos años, como el new wave, el techno, el synthpop y el hip hop.